# Cornelis & Tre Damer på Bacchi Wapen
Cornelis & Tre Damer på Bacchi Wapen är ett postumt utgivet album av Cornelis Vreeswijk från 2001. Sveriges Television spelade in konserten i maj 1978.

## Låtlista
Alla sångerna är skrivna av Cornelis Vreeswijk om inte annat anges.
1. Medley: Balladen om Fredrik Åkare och den söta fröken Cecilia Lind; Hönan Agda; Brev från kolonin; Deirdres Samba – 6:36
2. Balladen om hurusom Don Quijote åkte på en blåsning – 5:11
3. Drottningbiet (David Goldstein/Cornelis Vreeswijk) – 5:55
4. Getinghonung provençale – 4:44
5. Get Back (John Lennon/Paul McCartney) – 3:23
6. Telegram för fullmånen (Georg Riedel/Cornelis Vreeswijk) – 1:55
7. Dra åt fanders herr Poeten (Cornelis Vreeswijk/Björn Barlach/Åke Cato) – 2:27
8. Licentiaten (Björn Barlach) – 2:36
9. Katten (J Mayo Williams/Björn Barlach/Åke Cato) – 3:42
10. En halv böj blues (Cornelis Vreeswijk/Waldemar Hajer) – 4:18
11. Kronbloms semesterpsalm – 4:12
12. Samba Nilsson (Waldemar Hajer/Cornelis Vreeswijk) – 5:40
13. Dansen på Sunnanö (Evert Taube) – 5:08

## Medverkande musiker
- Cornelis Vreeswijk – sång, gitarr, cuíca
- Anita Strandell – sång
- Inger Öst – sång
- Diana Nuñez – sång, flöjt
- Kajtek Wojciechowski – munspel, dragspel,flöjt, tenorsax
- Waldemar Hajer – violin, altsax
- Dave Skinner – gitarr
- Wieslaw Czerwinski – piano, elpiano
- Jack Wahlberg – bas
- Lars Beibom – trummor